# Sant Andreu de Montboló

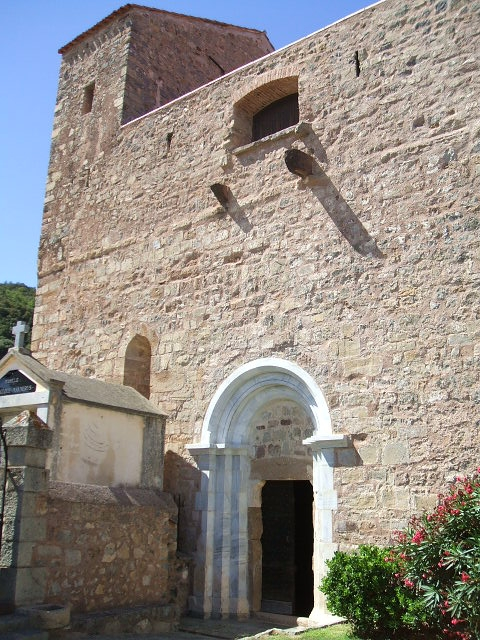
Façana meridional

Sant Andreu de Montboló és l'església parroquial del poble de Montboló, a la comarca del Vallespir, de la Catalunya del Nord.
Està situada a l'extrem oriental del poble de Montboló, al costat oriental del cementiri i al nord-oest, i a l'altre costat de la carretera, de la Casa del Comú.

## Història

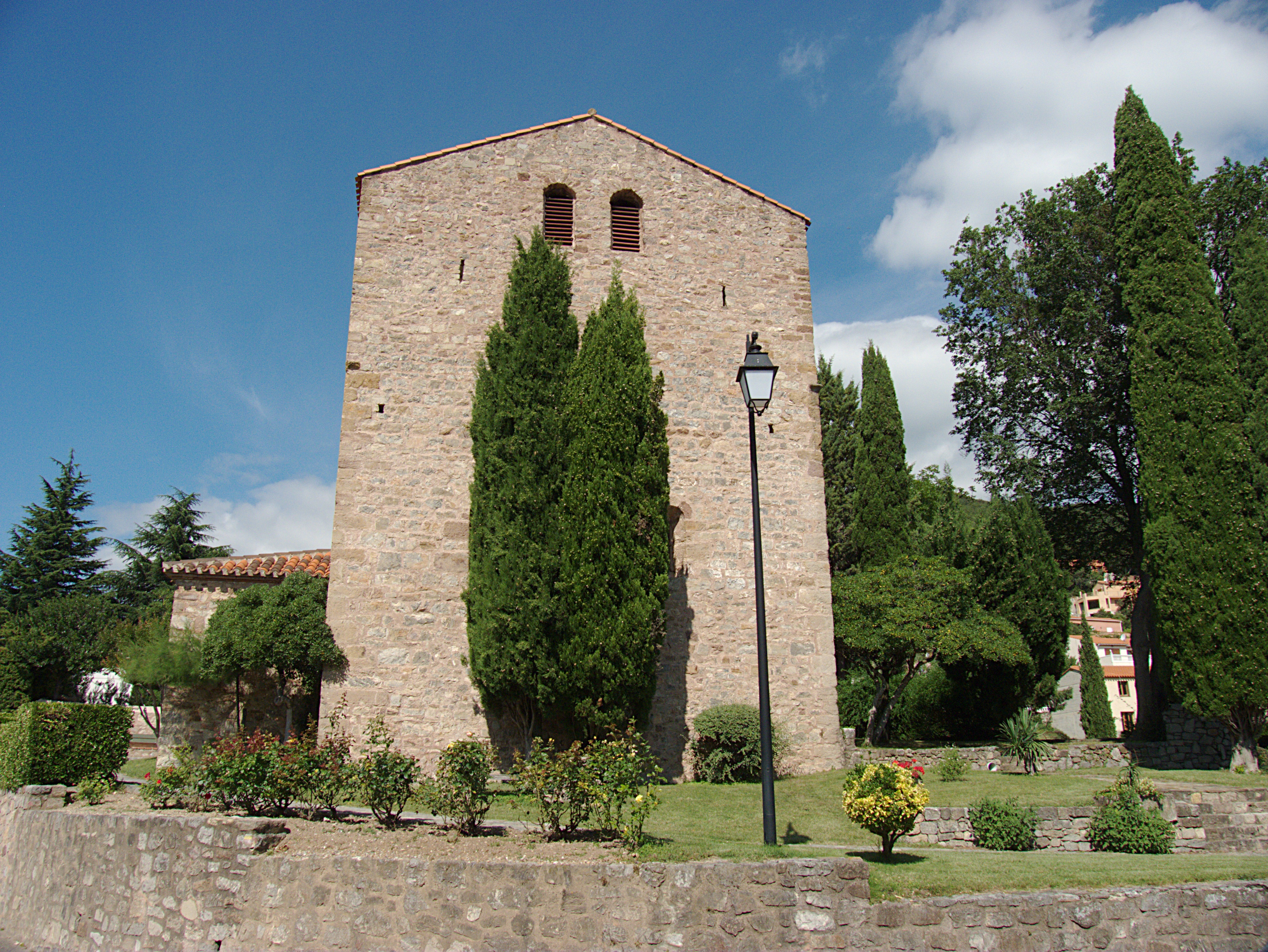
Absis de l'església

Esmentada el 993 a l'acta de consagració de les esglésies de Sant Esteve d'Arles i Sant Martí de Cortsaví com a església termenal amb aquestes dues, cal posar en dubte aquesta data, atès que el document és considerat suspecte de ser falsificat. El primer esment d'aquesta església que no ofereix cap dubte és del 1033, quan el comte de Besalú Guillem I fa donació de Sant Andreu de Montboló a Santa Maria d'Arles. El 1159 es feu la consagració, tal vegada per segona vegada si el document esmentat anteriorment és autèntic, de Sant Esteve d'Arles, i una de les seves afrontacions és la parrochia Sancti Andreae de Monte Baudone. El 1398 consta que la capellania d'aquesta església fou donada a Francesc de Blanes, deu anys abans que aquest prevere fos ordenat bisbe de Girona.

## L'edifici

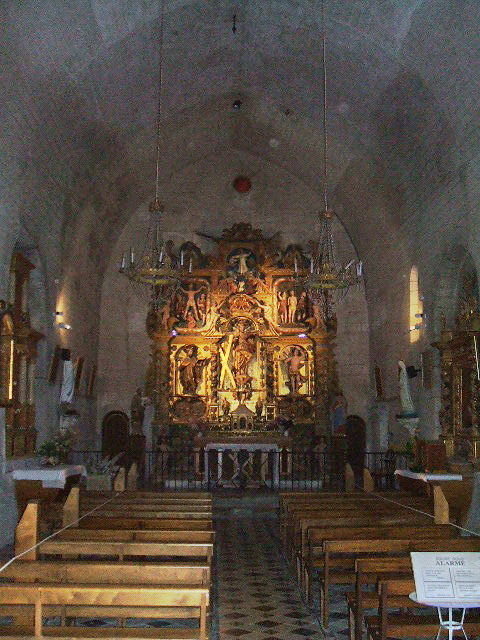
Nau i retaule al fons

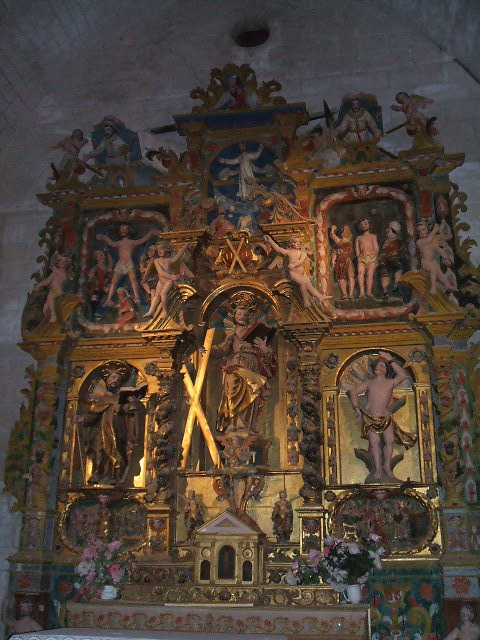
Detall del retaule

L'església que ha arribat a l'actualitat deuria ser considerablement refeta el segle xii, i hom encara fou modificada extensivament en fortificar-la al xiv: les parets laterals es remuntaren a fi de construir-hi un camí de ronda, i s'alçaren dues torres de planta quadrada sobre els murs est i oest. L'edifici actual s'assembla a l'església d'Espirà de l'Aglí: planta rectangular de 27 x 10 m. (mides exteriors), amb una sola nau i dos absis bessons encastats dins del mur oriental. A les parets nord i sud hi ha encastats quatre nínxols, dos a cada banda.
El portal és decorat amb capitells esculpits de fulles d'acant, monstres i temes religiosos. L'interior va ser refet en època barroca, amb un cor a la banda de ponent (datat el 1627) i diversos retaules tapant els nínxols i els absis. El retaule de l'altar major està datat el 1711. El 1900 s'hi van fer importants treballs de restauració per tal de recuperar l'aspecte original (hom conservà els retaules sense tocar el retaule major del seu lloc, de manera que continuà amagant els absis). Encara posteriorment, hom ha restaurat el portal meridional amb marbre blanc, malauradament fent desaparèixer elements originals en el procés. Sant Andreu va ser declarada monument històric de França el 29 de març del 1993.
L'església conserva a l'interior una marededéu romànica del segle xii, amb l'Infant assegut al bell mig de la falda de la Mare, que ha perdut les mans, com també el Fill, i, per tant, es desconeix en quina posició estaven. El forrellat romànic de la porta també és conservat a lloc, i forma un conjunt d'ornamentació metàl·lica força destacat.